# UkrLive
UkrLive — закритий проросійський пропагандистський інформаційний телеканал в Україні, власником якого з 2021 року був народний депутат від проросійської партії «ОПЗЖ» Нестор Шуфрич.
З 24 лютого по 27 березня 2022 року з початком військової агресії Росії проти України, власником каналу стала незалежна редакційна команда.

## Історія
Телеканал почав мовлення 1 листопада 2019 року, разом з каналом «Перший незалежний». Форматом каналу до 2021 року були сюжети з чоловічою та жіночою начиткою. Раніше канал ретранслював деякі програми закарпатського регіонального телеканалу «Перший кабельний».
Власниками каналу раніше були Андрій Кісера та Андрій Мисик, члени партії Дмитра Добродомова «Народний контроль». Першим керівником каналу був Ярослав Задорожний. З 29 липня 2019 року власником каналу став власник радіо «П'ятниця» Максим Варламов.
З 27 жовтня 2021 року канал купив депутат від «ОПЗЖ» Нестор Шуфрич. У зв'язку зі зміною власника, канал перезапустився (змінено логотип, програмне наповнення, оформлення запозичено з «Першого незалежного»).
4 листопада 2021 року Національна рада з питань телебачення і радіомовлення призначила перевірку каналу через недостовірну інформацію про вакцинування та наративи проросійської пропаганди.
28 грудня 2021 року Президент України Володимир Зеленський підписав Указ № 684/2021 "Про рішення РНБО від 28.12.2021 «Про застосування персональних спеціальних економічних та інших обмежувальних заходів (санкцій)». Цим указом Президент Зеленський увів дане рішення у дію. 28 грудня мовлення телеканалу на супутнику «Astra 4A» було вимкнено.
У ніч проти 4 лютого 2022 року Youtube заблокував канал UkrLive. Згідно з поясненням відеохостингу, канал був заблокований через «порушення правил спільноти YouTube».
Із початком російського вторгнення 24 лютого 2022 року, канал повністю змінив свою риторику і став проукраїнським.
27 березня 2022 року телеканал остаточно припинив своє мовлення в інтернеті. 8 червня 2023 року Нацрада анулювала ліцензію на мовлення.

## Програми
- Top news
- Live
- Live-шоу
- Люди
- Український формат
- Голос народу
- Пульс/Головне політичне шоу країни
- Ток-шоу «19:00»
- Міжнародна панорама
- Епіцентр української політики
- Протистояння
- Чуємо кожного
- Аргумент
- Аргумент. Підсумки
- По суті з Денисом Жарких. Наступний крок
- Суслов і Кущ. Економічні бесіди
- Хронологія тижня
- PRO-акцент
- Європейська країна
- Екватор тижня
- Ньюзмейкер
- Хто кого
- LIVE.Ексклюзив

## Логотипи
Телеканал змінив 2 логотипи.
| Логотип | Опис |
| ------- | --- |
|         | З 1 листопада 2019 по 26 жовтня 2021 року логотипом телеканалу був слово «UKRLIVE» білого кольору був косих ліній прапора України. Логотип непрозорий. Знаходився у правому верхньому куті.                |
|         | З 27 жовтня 2021 по 27 березня 2022 року використовувався той же логотип, але шрифт слова «UKRLIVE» сірого кольору. 28 жовтня 2021 року логотип косих ліній прапора України змінився. Знаходився там само. |